# 서상초등학교 (경남)
서상초등학교는 대한민국 경상남도 함양군 서상면 대남리에 있는 공립 초등학교이다.

## 학교 연혁
- 1924년 3월 6일 서상공립보통학교(4년제) 개교
- 1935년 3월 27일 6년제 6학급 인가
- 1938년 4월 1일 서상공립심상소학교로 개칭
- 1941년 4월 1일 서상공립국민학교로 개칭
- 1959년 7월 21일 옥당분교장 설립 인가
- 1964년 11월 14일 창고 및 숙직실 준공
- 1967년 3월 25일 도서실 준공 및 뒷교사 수리
- 1979년 3월 1일 병설유치원 개원
- 1984년 3월 2일 특수학급 설치
- 1984년 4월 1일 개교 60주년 기념사업
- 1995년 3월 1일 옥당국민학교 통합
- 1996년 3월 1일 서상초등학교로 개칭
- 1997년 9월 1일 덕남초등학교 통합
- 1997년 9월 1일 새 학교 건물로 이전
- 1998년 9월 1일 유치원, 급식소 이전
- 2005년 7월 11일 제1회 서상어린이 연극제(~ 7월 13일)
- 2005년 7월 12일 과학실 및 종합 정보 자료실 리모델링 개관
- 2008년 4월 12일 다목적체육관 준공식 및 총동창회
- 2008년 10월 23일 제4회 꿈돌이축제 (서상어린이연극제)(~ 10월 24일)
- 2009년 7월 1일 운동장 생활체육시설 설치
- 2010년 3월 10일 전원학교 1차 환경개선사업
- 2010년 9월 8일 전원학교 2차 환경개선사업
- 2010년 9월 15일 골프장 이용 협약체결(함양스카이뷰C.C)
- 2011년 3월 1일 35대 강민구 공모교장 취임
- 2012년 11월 1일 2012 미래학교 선정(한국교육개발원·SBS 공동주최)
- 2012년 11월 14일 SBS TV‘미래학교 이야기’ 10분 방영
- 2016년 2월 15일 제89회 졸업식(졸업생12명, 총 5,525명)
- 2016년 9월 1일 37대 안창남 교장 취임
- 2017년 2월 15일 제90회 졸업식(졸업생13명, 총 5,538명)

## 참고 자료
- 서상초등학교 - 한국교육학술정보원 학교알리미